# Iwiny (województwo łódzkie)
Iwiny – wieś w Polsce położona w województwie łódzkim, w powiecie kutnowskim, w gminie Dąbrowice.
W latach 1975–1998 miejscowość administracyjnie należała do województwa płockiego.